# Egon Günther
Pour les articles homonymes, voir Günther.
Egon Günther, né le 30 mars 1927 à  Schneeberg et mort le 31 août 2017 à Potsdam, est un réalisateur et écrivain allemand et est-allemand.
Il est plus particulièrement connu pour son film Lotte in Weimar, tiré du roman éponyme de Thomas Mann, et qui fut en sélection officielle lors du Festival de Cannes 1975.

## Biographie
Issu d'une famille de la classe ouvrière, Egon Günther entame après la guerre des études de philosophie et de lettres à l'université de Leipzig (1948-1951). Se dirigeant vers une carrière d'enseignant, c'est par le biais de la mise en scène et de l'écriture scénaristique qu'il commence une carrière dans le cinéma. Il entre en 1958 aux studios de Babelsberg, qui appartiennent alors à la DEFA, société nationale de production est-allemande.
Portée par un goût des lettres et de la littérature germanique en particulier, la carrière d'Egon Günther est aussi marquée par les aléas du métier de cinéaste, autant en RDA qu'à l'Ouest. Spécialiste des adaptions littéraires (Thomas Mann, Goethe, Becher) réalisées dans un style intimiste, il apporte aussi un regard critique, comme dans Les Adieux (1968), qui n'est pas toujours bien reçu par les autorités. Quelques-uns de ses films subissent la censure, et Quand tu seras grand, mon cher Adam (de) (1965) est même interdit (ainsi que plusieurs autres films de l'année 1965).

En dépit de ces déboires, Egon Günther renoue avec le succès au début des années 1970 avec Le Troisième (1972), avec Jutta Hoffmann, puis Lotte in Weimar, qui est sélectionné à Cannes.
Malgré tout, les difficultés qu'il rencontre de nouveau dans ses réalisations suivantes, le poussent en 1978 à partir en RFA, où il travaille pour le cinéma et la télévision. Il y rencontre d'autres exigences, celles du marché, qui le frustrent autant que la censure politique[réf. nécessaire]. Il revient vivre près de Berlin seulement après la chute du mur[réf. nécessaire].
Il est élu membre de l'Académie des arts de Berlin en 1997.

## Filmographie

### Cinéma
- 1961 : La Robe (Das Kleid), coréalisé avec Konrad Petzold
- 1965 : Lots Weib (de)
- 1965 : Quand tu seras grand, mon cher Adam (de)[5] (Wenn du groß bist, lieber Adam)
- 1968 : Les Adieux[6] (Abschied)
- 1971 : Le Troisième (Der Dritte)
- 1974 : La Clé (de)[7] (Die Schlüssel)
- 1974 : Lotte in Weimar d'après Thomas Mann)
- 1976 : Les Souffrances du jeune Werther[7] (Die Leiden des jungen Werthers) d'après Goethe
- 1985 : Morenga
- 1990 : Rosamunde (de)
- 1991 : Stein (de)
- 1992 : Lenz
- 1999 : Else
- 1999 : Die Braut (de)

### Télévision
- 1970 : Junge Frau von 1914 (de)
- 1971 : Anlauf (de)
- 1973 : Éducation à Verdun (Erziehung vor Verdun)
- 1978 : Ursula (de)
- 1979 : Exil (mini-série télévisée)
- 1983 : Hanna de huit à huit (Hanna von acht bis acht)
- 1988 : Heimatmuseum (de)

## Publications
- Till, Halle (Saale), 1953
- avec Werner Persicke, Die Maurerklasse 3c, Leipzig, 1954
- Flandrisches Finale, Halle (Saale), 1955
- Fünf Spiele nach den Gebrüdern Grimm, Leipzig, 1955
- avec Reiner Kunze, Die Zukunft sitzt am Tische, Halle (Saale), 1955
- Die Abenteuer des tapferen Schneiderleins, Leipzig, 1957
- Dem Erdboden gleich, Halle/Saale, 1957
- Das gekaufte Mädchen, Leipzig, 1957
- Der kretische Krieg, Halle (Saale), 1957
- Die schwarze Limousine, Berlin, 1963
- Schießen Sie nicht!, Berlin, 1964
- Kampfregel, Berlin, 1970
- Rückkehr aus großer Entfernung, Berlin, 1970
- Die merkwürdigen Umstände der Marquise von O, Berlin, 1972
- Einmal Karthago und zurück, Berlin [u.a.], 1974
- Reitschule, Berlin [u.a.], 1981
- Der Pirat, Berlin [u.a.], 1988
- Rosamunde, Bergisch Gladbach, 1990
- Palazzo Vendramin, Bergisch Gladbach, 1993
- Die Braut, Berlin, 1999